# Salix lemmonii
Salix lemmonii — вид квіткових рослин із родини вербових (Salicaceae).

## Морфологічна характеристика
Це рослина 1.2–4 метри (іноді утворюють клони дробленням стебла). Гілки (іноді дуже крихкі біля основи), жовто-коричневі чи червоно-коричневі, іноді не дуже сизі, (тьмяні чи злегка блискучі), голі чи запушені у вузлах; гілочки від жовто-коричневих до червоно-коричневих, (слабко чи сильно сизуваті чи ні), запушені. Листки на ніжках 5–16 мм: найбільша листкова пластина ременеподібна чи вузькоеліптична, 44–110 × 6–22 мм; краї плоскі чи злегка погнуті, цільні чи неглибоко зубчасті; верхівка від загостреної до гострої; адаксіальна (низ) поверхня сірувата, зрідка коротко- чи довго-шовковиста до майже голих, волоски білі, також залозисті, прямі чи хвилясті; абаксіальна (верх) поверхня злегка блискуча рідко коротко шовковисто (волоски також залозисті); молода пластинка червонувата чи жовтувато-зелена, густо-довга, шовковиста абаксіально, волоски білі та залозисті. Сережки квітнуть безпосередньо перед появою листя або іноді під час появи листя; тичинкові 16–28 × 9–17 мм; маточкові 19–44(до 65 у плодах) × 10–18 мм. Коробочка 5–7 мм. 2n = 76. Цвітіння: ранній березень — кінець червня.

## Середовище проживання
Канада і США (Британська Колумбія, Каліфорнія, Айдахо, Монтана, Невада, Орегон, Вайомінг). Населяє струмки, береги озер, вологі луки, джерела, старі згарища в субальпійських хвойних лісах, піщані, гранітні субстрати; 1400–3500 метрів.

## Використання
Рослину можна використовувати для виготовлення кошиків. Його можна висаджувати для стабілізації вологих ґрунтів і берегів струмків, а також для відновлення місць проживання диких тварин.